# 18 Pułk Ułanów (Księstwo Warszawskie)
18 Pułk Ułanów – oddział jazdy Armii Księstwa Warszawskiego.

## Formowanie i walki
Formowanie 18 pułku ułanów powierzono początkowo Józefowi Wawrzeckiemu, ale ten, zajęty pracą w Komitecie Wojskowym i nie dysponując potrzebnym majątkiem, przekazał dowództwo Karolowi Przeździeckiemu.
Pod nowym dowództwem formowano pułk w Nieświeżu z poboru departamentu mińskiego. Aby usprawnić formowanie jednostek, powołano specjalnych komisarzy, którzy mieli wspierać dowódców pułków. W 18 p. uł. był to gen. Wyszkowski.
Wkrótce pułk musiał jednak opuścił swą bazę zagrożoną przez oddziały rosyjskie.
Walczył pod Kojdanowem 15 listopada 1812 roku. 1 grudnia 1812 roku, już po walkach na Mińszczyźnie, a szczególnie po bitwie pod Kojdanowem, pułk liczył jeszcze 486 oficerów i żołnierzy.
Mundur żołnierzy miał wyłogi w kolorze żółtym.

## Dowódca pułku
- płk Karol Przeździecki – od 13 lipca 1812[5]